# POPDC3
POPDC3‏ (Popeye domain containing 3) هوَ بروتين يُشَفر بواسطة جين POPDC3 في الإنسان.